# الکسی دو توکویل
الکسی شارل آنری موریس کلرل دو توکویل (فرانسوی: Alexis Charles-Henri-Maurice Clérel de Tocqueville‎; زاده ۲۹ ژوئیه ۱۸۰۵ در پاریس، فرانسه - درگذشته ۱۶ آوریل ۱۸۵۹ در کَن) یکی از مهم‌ترین متفکران قرن نوزدهم فرانسه است. وی تاریخ‌دان، حقوق‌دان، فیلسوف، سیاست‌مدار و یکی از مؤسسین جامعه‌شناسی و علم سیاست امروزی بوده‌است. دربارهٔ او می‌گویند «توکویل برای درک جهانی نو، علوم سیاسی تازه‌ای اختراع کرده‌است». به‌نظر او «گردش فکر در عرصه تمدن مثل گردش خون در عرصه بدن است». گرچه او هم‌عصر دوره جامعه شناسان مؤسس بوده و به تحقیق و بررسی بدیع در مورد اتفاقات بزرگ غرب پرداخته‌است، اما کمتر او را به عنوان جامعه‌شناس معرفی کرده‌اند. یکی از مسائل اصلی مورد توجه او «دموکراسی» و «آزادی » در فرانسه و آمریکای بعد از انقلاب در این جوامع است، که در دو کتاب مهم وی انقلاب فرانسه و رژیم پیش از آن و دو جلد تحلیل دموکراسی در آمریکا بررسی شده‌است.
برخی از اندیشمندان، دو جریان اصلی نیمه اول قرن نوزدهم را «لیبرالیسم سیاسی توکویل» در مقابل «مارکسیسم» می‌دانند. توکویل زود درگذشت و اندیشه‌اش ناشناخته ماند اما در سال‌های اخیر شاهد بازگشت به او هستیم. جامعه‌شناس ریمون آرون در کتابش با عنوان مراحل اساسی اندیشه در جامعه‌شناسی بسیار از توکویل یاد کرده، او را از بنیان‌گذاران علم جامعه‌شناسی دانسته و وی را در کنار متفکرانی چون ارسطو، مونتسکیو، مارکس، وبر، دورکیم و ویلفردو پارتو قرارداده است. از نظر او توکویل بیشتر ادامه‌دهندهٔ مونتسکیو است تا جامعه‌شناسان کلاسیک. می‌گویند آرون در اواخر عمرش می‌گفت: «من توکویلی هستم و قرن نوزدهم و تحولات بعد از آن را جدال میان توکویل و مارکس می‌دانم». ریمون بودُن، از دیگر جامعه‌شناسان صاحب نفوذ معاصر، نیز معتقد است روندهایی که توکویل در صد و هفتاد سال پیش تشخیص داده هنوز از روندهای جدی جامعه کنونی ماست. توکویل در ایران، همچنین در سال‌های پس از دهه ۱۳۷۰، مورد توجه جامعه‌شناسان نسل اخیر قرار گرفته‌است.
استثناگرایی آمریکایی اول بار توسط وی معرفی گردید.

## زندگی

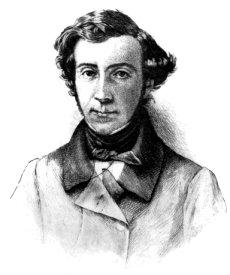
الکسی دو توکویل

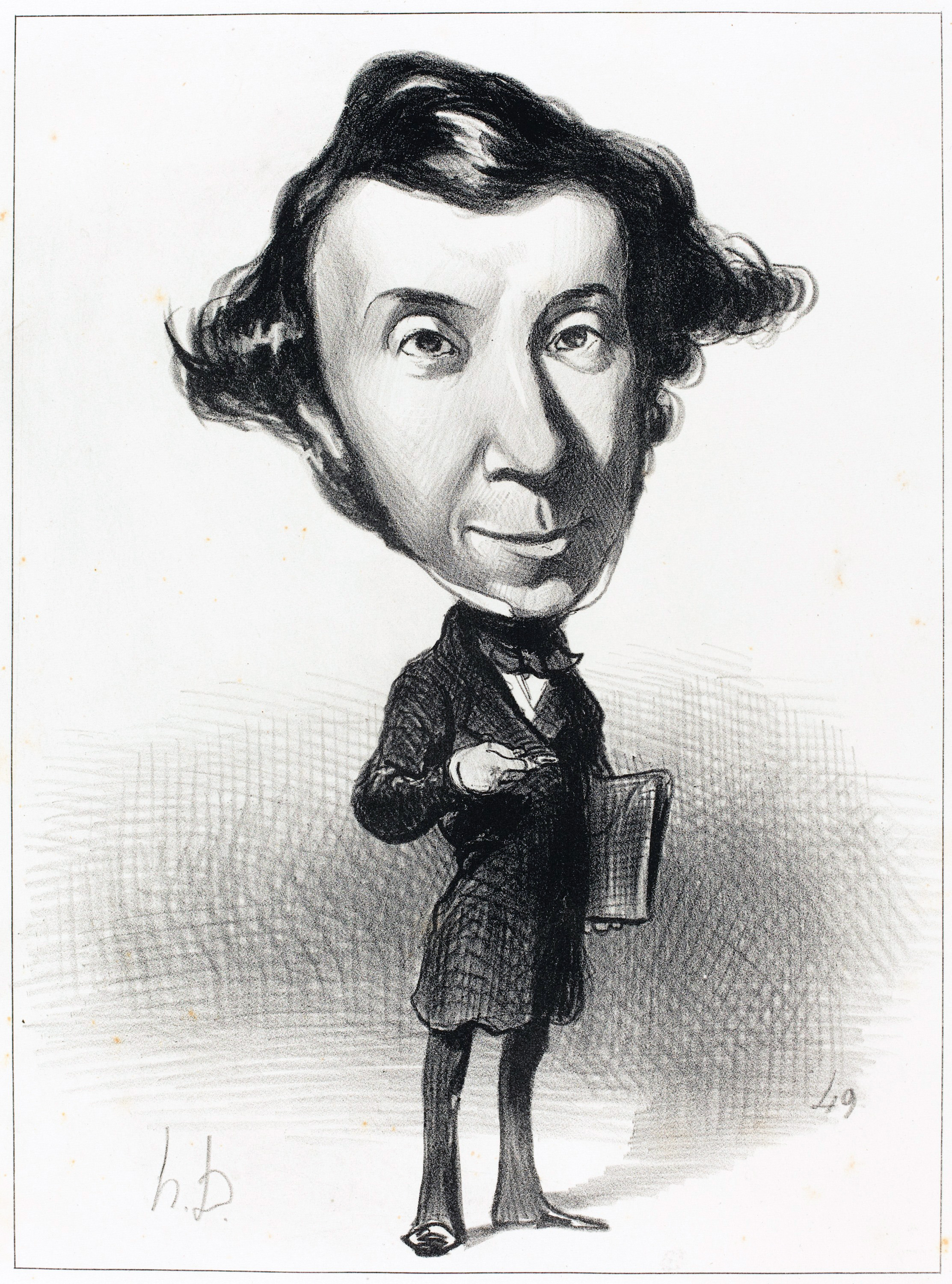
کاریکاتور ۱۸۴۹

الکسی دو توکویل در همان سالی که ناپلئون از نیروی دریایی بریتانیا شکست خورد یعنی در سال ۱۸۰۵ در پاریس متولد شد. خانوادهٔ الکسی از اشراف و زمین‌داران بزرگ منطقه نورماندی در فرانسه بودند. وی پسر سوم اِروه لویی فرانسوا ژان بوناوانتور کلرل و خانم لوییز مادلن لوپلتیه دو روزانبو بود. وی نوه مالرب، مدیر سابق کتابخانه در زمان «دائرةالمعارف» و وکیل مدافع بعدی لویی شانزدهم بود.
پدر و مادر او در دوران وحشت انقلاب فرانسه در پاریس زندانی شدند و پس از سقوط روبسپیر در نهم ترمیدور، از اعدام نجات یافتند. در دورهٔ «احیای سلطنت» پدرش در چند ایالت، از جمله موزل و سن و اوآزا فرماندار شد. پدر توکویل در سال ۱۸۱۷ فرماندار شهر مس شد. توکویل تحصیلاتش را زیر نظر آبه لوزوئور، پیشکار سابق پدرش آغاز کرد و تحصیلات متوسطه‌اش را در کالج شهر مس ادامه داد و همان‌جا به تدریج با فلاسفهٔ قرن هجدهم فرانسه آشنا شد. او در سال ۱۸۲۳ در پاریس به مدرسه حقوق رفت.

## سفر و پژوهش

### سفر به ایتالیا
در سال ۱۸۲۶ با برادرش ادوار به سفر ایتالیا رفت و اولین مطالعات جامعه شناختی خود را به نگارش آورد.
سپس در سال ۱۸۲۷ به فرمان پادشاه به مقام بازپرس (دستیار قاضی) در ورسای در نزدیکی پاریس منصوب شد. پدرش از سال ۱۸۲۶ به عنوان فرماندار همان منطقه منصوب شده بود. در همان روزها در درسهای گیزو مورخ سرشناس در دانشگاه شرکت کرد و با افکار ژان باتیست سه اقتصاددان معروف را نیز می‌خواند.
در سال ۱۸۳۰ لویی فیلیپ سلطنت را از خانواده بوربون ستانده، به تخت نشست و توکویل برخلاف میل باطنی خویش نسبت به رژیم جدید سوگند یاد کرد. 

### سفر به آمریکا

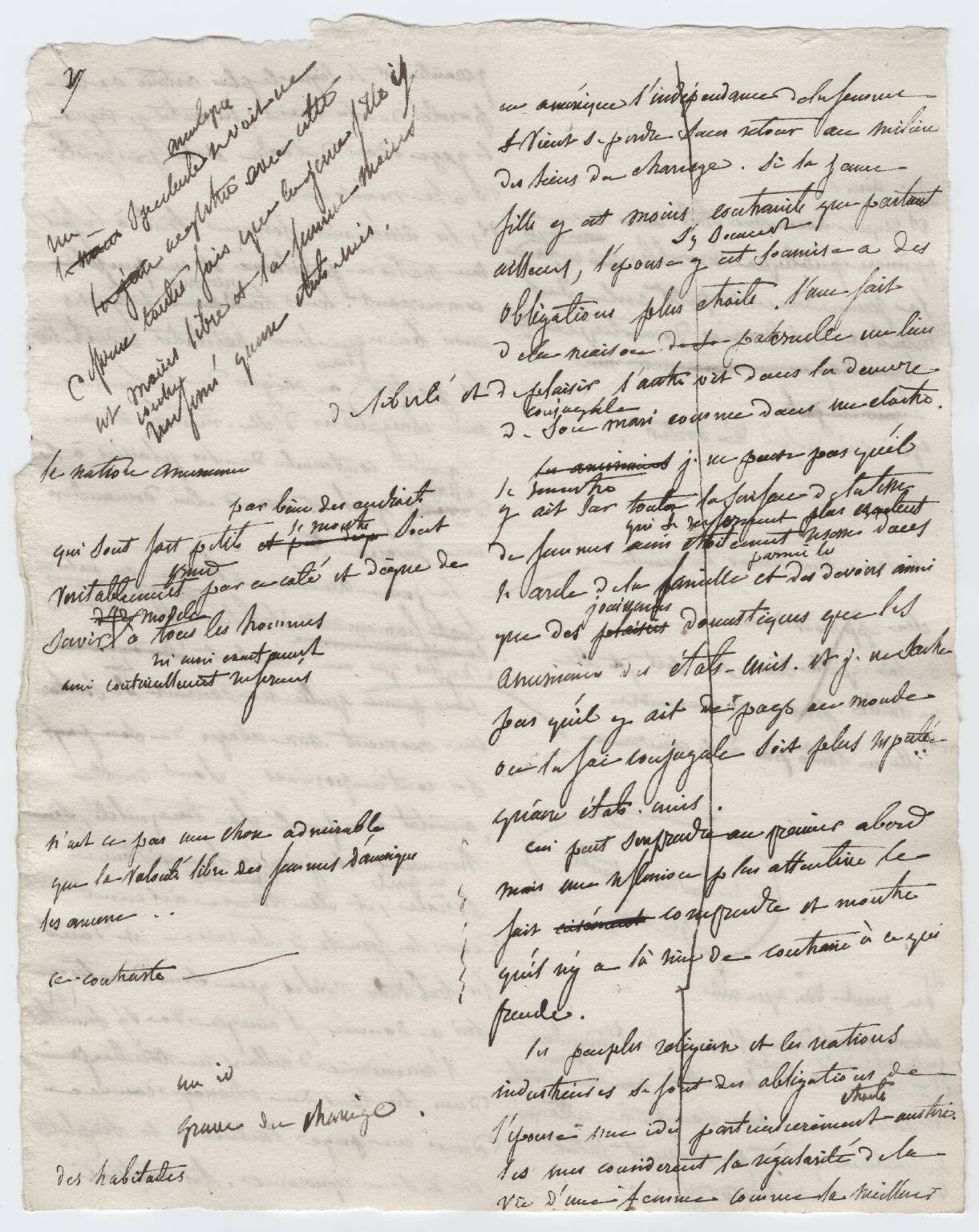
دموکراسی در آمریکا

او در سال ۳۲–۱۸۳۱ به همراه دوستش گوستاو دو بومون با اجازه از وزیر کشور به مأموریتی در آمریکا رفت تا نحوه اداره زندان‌ها در آن کشور را بررسی کند. با همکاری بومون کتابی با عنوان «نظام زندان‌بانی در آمریکا» منتشر کرد. در سال ۱۸۳۲ به خاطر همدردی و همبستگی با دوستش گوستاو دو بومون که در اثر امتناع از حرف زدن در محاکمه‌ای عزل شده بود، از شغل قضاوت استعفا داد. در سال ۱۸۳۳ به انگلستان سفر کرد و در آنجا با ناسو ویلیام سنیور اقتصاددان انگلیسی ملاقات کرد که آغازی بر دوستی درازمدت بین آن‌ها شد. او در آنجا جلد اول دموکراسی درآمریکا را در سال ۱۸۳۵ منتشر می‌کند. در ۱۸۳۶ با زنی انگلیسی بنام «مری ماتلی» ازدواج کرد و در همان سال مقاله‌ای با عنوان «وضع اجتماعی و سیاسی فرانسه قبل و بعد از انقلاب» نوشت. در همان سال مادر توکویل نیز درگذشت.
او در سال ۱۸۳۷ رساله دومی دربارهٔ «فقر شدید» به عنوان یک پدیده اجتماعی دائمی منتشر کرد. در همان سال بود که ملکه ویکتوریا در بریتانیا بر تخت سلطنت نشست. توکویل در همین سال نامه‌ای دربارهٔ الجزایر نشر داد که فرانسه مشغول تمهیداتی برای بلع آن بود. او برای نخستین بار در انتخابات مجلس داو طلب می‌شود. وی که با وجود پیشنهاد کنت موله خویشاوند خویش از قبول حمایت دستگاه دولتی سرباز می‌زند در انتخابات شکست می‌خورد. اما در ۱۸۳۹ به مجلس راه یافت و گزارشی دربارهٔ «الغاء برده‌داری» به مجلس تقدیم کرد.
در سال ۱۸۴۰ جلد دوم دموکراسی در آمریکا را منتشر نمود و گزارشی دربارهٔ «اصلاح زندان‌ها» به مجلس داد.
او در سال ۱۸۴۱ به عضویت فرهنگستان علوم اخلاقی و سیاسی انتخاب می‌شود. تا سال ۱۸۴۷ سفرهایی به الجزیره نمود و گزارشهایی نیز دربارهٔ چشم‌انداز الجزیره به مجلس داد. در همین سال بیانیه «چپ سلطنت طلب» را منتشر نمود.
در ۱۸۴۸ به عضویت مجلس مؤسسان انتخاب شد و عضو کمیسیون تدوین قانون اساسی گردید. در جریان یک سخنرانی با قید «حق کار» در متن قانون اساسی مخالفت نمود. در همین سال لویی فلیپ استعفا کرد و لویی ناپلئون بناپارت (برادرزاده ناپلئون) در ۱۰ دسامبر ۱۸۴۸ به ریاست جمهوری فرانسه رسید و توکویل در سال ۱۸۴۹ وزارت خارجه او را بعهده گرفت و آرتور دو گوبینو را به سمت رئیس دفتر خود و بومون را به سمت سفیر فرانسه در وین انتخاب کرد. روز ۳۰ اکتبر توکویل مجبور به استعفا شد. در سال ۱۸۵۰ اولین آثار بیماری سل در او مشاهده شد و او شروع به نوشتن خاطرات خود نمود.

تمبر یادبود الکسی دو توکویل - انتشار در سال ۲۰۰۵ - فرانسه

توکویل در سال ۱۸۵۱ پیشنهاد کرد تغییراتی در قانون اساسی انجام گیرد تا لویی ناپلئون نتواند دست به کودتا بزند. اما رئیس‌جمهور در همان سال کودتا نموده، شخصیت‌های سلطنت طلب و جمهوریخواه از جمله توکویل توقیف شدند و مجلس را نیز منحل کرد. لویی ناپلئون در ۲ دسامبر ۱۸۵۲ دوباره از مردم نظرخواهی کرد و با رای مثبت مردم، ناپلئون سوم و امپراتور فرانسه گردید.
توکویل، پس از آن، از زندگی سیاسی به‌طور کلی کناره‌گیری می‌کند؛ و به جمع‌آوری اسناد و شواهد و تحقیق در آرشیوهای مربوط به رژیم سابق و انقلاب فرانسه پرداخت. در سال ۱۸۵۴ به آلمان سفر کرد تا آن کشور را با فرانسه پیش از انقلاب مقایسه کند.
در سال ۱۸۵۶ پدر توکویل درگذشت. در آن سال انتشار بخش اول نظام قدیم و انقلاب را انجام داد. در ۱۸۵۷ به بریتانیا سفر کرد تا آرشیوهای شخصی خود، در بارهٔ انقلاب کبیر فرانسه را تکمیل کند. در هنگام بازگشت، دریاداری بریتانیایی یک کشتی جنگی را به عنوان احترام در اختیار او قرار داد.
توکویل در روز ۱۶ آوریل ۱۸۵۹ در شهر کن در جنوب فرانسه در سن ۵۴ سالگی از بیماری سل درگذشت.

## اندیشه‌ها و باورها
دو توکویل از جمله کسانی بود که می‌توان او را در دسته افرادی که خود را لیبرال می‌دانند دسته‌بندی کرد. در بیشتر آثار دو توکویل می‌توان رد پای آزادی‌خواهی و تاکید بر فردیت افراد و احترام به انسان را پیدا کرد. با این حال او یکی از منتقدان مفهوم برابری و برابری‌طلبی نیز می‌باشد و معتقد است موج اندیشه‌های برابری‌خواهانه در جامعه موجب گسترش «میان‌مایگی» در جامعه خواهد شد.
وی همانطور که بیان شد یکی از مدافعان حقوق فردی افراد و یکی از منتقدان تمرکز قدرت در جامعه و به ویژه تمرکز قدرت در دستگاه حاکمیت و دولت بود. دوتوکویل تمرکز قدرت در دستگاه دولت را خطری برای مفهوم آزادی می‌دانست. او بیان می‌داشت شکل نابرابر نظام‌های اجتماعی گذشته که در آن بخشی از قدرت نیز در دست اشراف‌زادگان قرار داشت سبب می‌شد از تمرکز قدرت در دستگاه حاکمه جلوگیری به عمل آید ولی برافتادن اشراف‌زادگان و نظام اجتماعی گذشته و با گسترش باورهای مبتنی بر برابری عملا هیچ گروه اجتماعی وجود نداشته باشد که قدرت این را داشته باشد که از تمرکز قدرت در نظام سیسی حاکم جلوگیری به عمل بیاورد، چرا که مردم اساسا برابر «بنده‌تر» از آن هستند که بخواهند با گرایش به تمرکز قدرت در دولت مبارزه و یا مقابله کنند.
بنابراین عموما دوتوکویل را از جمله منتقدان سوسیالیسم بشمار آورده اند.

### کتاب‌ها
- دموکراسی در آمریکا، جلد اول این کتاب در سال ۱۸۳۵ و جلد دوم آن در سال ۱۸۴۰ نوشته شده‌است.
- دموکراسی در آمریکا (جلد اول)، ترجمه رحمت‌الله مقدم مراغه‌ای، تهران: زوار، ۱۳۴۷.
- دموکراسی در آمریکا (جلد دوم)، ترجمه بزرگ نادرزاد، تهران: انتشارات فرهنگ جاوید، ۱۳۹۴.[۱۰]
- «انقلاب فرانسه و رژیم پیش از آن» که محسن ثلاثی آن را ترجمه و نشر نقره آن را منتشر کرده‌است.
- «نظام قدیم و انقلاب» که جلد نخست آن در سال ۱۸۵۶ منتشر شد و قرار بود جلد دوم آن نیز منتشر شود ولی بیماری سل به الکسی دو توکویل اجازه این کار را نداد.